# 336203 Sandrobuss
336203 Sandrobuss è un asteroide della fascia principale. Scoperto nel 2008, presenta un'orbita caratterizzata da un semiasse maggiore pari a 2,6504609 UA e da un'eccentricità di 0,2169359, inclinata di 3,26856° rispetto all'eclittica.